# 阿尔弗雷德·克莱布什
阿尔弗雷德·克莱布什（Rudolf Friedrich Alfred Clebsch，1833年1月19日—1872年11月7日），德国数学家。19世纪代数几何德国学派的领导者之一。
1854年以流体动力学方面的论文获柯尼斯堡大学博士学位。后专攻射影不变量和代数几何课题。他先后在几所大学任教授。1868年与卡尔·诺伊曼创办了《数学年刊》。他的主要工作是完成了由S·H·阿隆霍尔德（Siegfried Heinrich Aronhold）开创的关于型和不变量的符号演算法；讨论了各种有理曲面，特别是一般三次曲面的平面表示，并得到了第一个代数曲面的双有理不变量，成为代数曲面论研究的开创者之一；与保罗·哥尔丹合作，研究黎曼的代数函数论思想，撰写了《阿贝尔函数理论》(1866)，在建立纯代数几何的黎曼理论方面迈出了本质性的一步。